# Johan Gielen
Johan Gielen (Mol, 23 februari 1968) is een in België geboren tot Nederlander genaturaliseerde dj en trance-producer.
In 1981 verhuisde Gielen op twaalfjarige leeftijd van België naar het in Noord-Brabant gelegen Reusel. Een paar jaar later begon hij zich als dj te ontwikkelen en werd resident dj van de Belgische club Dockside. Hij organiseerde tevens grote feesten.
Toen halverwege de jaren '90 de stijl trance opkwam, ging ook Gielen hierin mee. Zijn populariteit nam toe, onder meer in Japan waar hij wekelijks in een grote club draaide. Naast het draaien ging hij zich op het produceren van muziek toeleggen. Zo remixte hij singles voor andere dj's en produceerde hij eigen werk. Het bekendst werd Gielen met zijn samenwerkingen met de Belgische dj Svenson. Met hem maakte hij verschillende platen, remixen en deed hij optredens, zoals op Trance Energy. Het tweetal werkte ook samen als Summer Madness met DJ Jean. Hiermee maakten ze de dancehits Summer Power (1998) (Dancesmash op Radio 538) en Planet Rio (1999). De laatste jaren is hij echter weer solo actief.

## Discografie

### Johan Gielen

#### Albums
| Album met eventuele hitnotering(en) in de Nederlandse Album Top 100 | Datum van verschijnen | Datum van binnenkomst | Hoogste positie | Aantal weken | Opmerkingen                        |
| ------------------------------------------------------------------- | --------------------- | --------------------- | --------------- | ------------ | ---------------------------------- |
| The beauty of silence                                               | 2002                  | 09-11-2002            | 37              | 3            | met Sven Maes als Svenson & Gielen |

#### Singles
| Single met eventuele hitnotering(en) in de Nederlandse Top 40 | Datum van verschijnen | Datum van binnenkomst | Hoogste positie | Aantal weken | Opmerkingen                                                                   |
| ------------------------------------------------------------- | --------------------- | --------------------- | --------------- | ------------ | ----------------------------------------------------------------------------- |
| The beauty of silence                                         | 2000                  | 21-10-2000            | tip3            | -            | met Sven Maes als Svenson & Gielen / Dancesmash op Radio 538                  |
| Twisted                                                       | 2001                  | 03-11-2001            | 33              | 2            | met Sven Maes als Svenson & Gielen / Dancesmash op Radio 538                  |
| We know what you did                                          | 2002                  | 02-03-2002            | 34              | 4            | met Sven Maes als Svenson & Gielen / Dancesmash op Radio 538                  |
| Answer the question                                           | 2002                  | 21-09-2002            | tip3            | -            | met Sven Maes als Svenson & Gielen / Dancesmash op Radio 538                  |
| Beachbreeze (Remember the summer)                             | 2003                  | 31-05-2003            | 32              | 5            | met Sven Maes als Svenson & Gielen met Jan Johnston / Dancesmash op Radio 538 |
| Live it up                                                    | 2008                  | 16-08-2008            | tip12           | -            | vs. Time Bandits                                                              |

| Single met hitnotering(en) in de Vlaamse Ultratop 50 | Datum van verschijnen | Datum van binnenkomst | Hoogste positie | Aantal weken | Opmerkingen                        |
| ---------------------------------------------------- | --------------------- | --------------------- | --------------- | ------------ | ---------------------------------- |
| The beauty of silence                                | 2000                  | 23-12-2000            | 37              | 7            | met Sven Maes als Svenson & Gielen |

### Svenson & Gielen

#### Albums
- Beauty of Silence (Trance Energy Theme 2000) (2000)
- Twisted (Trance Energy Theme 2001) (2001)
- We know what you did (Trance Energy Theme 2002) (2002)
- Answer the question (Trance Energy Theme 2002) (2002)
- Beachbreeze (2003)

## Trivia
- In 2005 werd Gielen in Japan uitgeroepen tot wereldkampioen in het kweken van koi. Niet veel later begon hij ook een koi-winkel in Westerhoven.
- Bij de lintjesregen van Koningsdag 2023 werd Johan Gielen benoemd tot Ridder in de Orde van Oranje-Nassau.[1]